# Іванюк Василь Володимирович
Василь Володимирович Іванюк (народився 1973, Очаків) — український підприємець та політик, начальник Миколаївського морського торговельного порту.

## Біографія
В. В. Іванюк народився в 1973 році в місті Очакові Миколаївської області. Закінчив Одеський юридичний інститут (2001 рік) і Одеський національний морський університет (2003 рік). Має спеціальності юриста та інженера-експлуатаційника морського флоту.
2017 рік — Голова Профспілки працівників Миколаївського морського торговельного порту, м. Миколаїв.
2013—2015 роках — Начальник Миколаївської філії державного підприємства «Адміністрація морських портів України», м. Миколаїв.
2010—2013 роках — Начальник ДП «Миколаївський морський торговельний порт», м. Миколаїв.
2008—2010 роках — Начальник ВСП «Портопункт Очаків»  ДП «Миколаївський морський торговельний порт», м. Миколаїв.
2007—2008 роках — Помічник начальника порту з зовнішньоекономічної діяльності ДП «Миколаївський морський торговельний порт», м. Миколаїв.
2005—2006 роках — Начальник ДП «Херсонський морський торговельний порт», м. Херсон.
2000—2005 роках — Начальник ДП «Дніпро — Бузький морський порт», м. Миколаїв.
1996—2000 роках — Технічний директор, комерційний директор    ТОВ "Судноремонтний завод «Тритон», м. Одеса.

## Політична діяльність
Василь Іванюк — депутат Миколаївської обласної ради, член постійної комісії з питань промислової політики, транспорту, зв'язку та енергетики.
Балотувався до Верховної Ради України 2014 року

## Нагороди
- Орден «За заслуги» III ступеня.[2]
- Почесне звання «Людина року на транспорті» (2012 рік)
- Медаль «За вірність народу України»
- Городянин року 2012 у номінації «промисловість і транспорт»